# Spectroscopie déportée par onde évanescente
 (octobre 2024).
 (octobre 2024).
Si vous disposez d'ouvrages ou d'articles de référence ou si vous connaissez des sites web de qualité traitant du thème abordé ici, merci de compléter l'article en donnant les références utiles à sa vérifiabilité et en les liant à la section « Notes et références ».
Lorsqu'un signal lumineux est véhiculé dans une fibre optique, une onde évanescente est générée à l'interface fibre-milieu extérieur. La lumière pénètre dans le milieu d'environ une demi-longueur d'onde et le signal est alors affecté par le milieu. En plongeant la fibre dans un milieu et en analysant le spectre lumineux, on peut analyser certaines spécificités du milieu étudié en regardant la façon dont le milieu affecte le signal. La fibre déporte le signal tout en étant le capteur.